# Організація НАТО з консультацій, командування й управління
Організація НАТО з консультацій, командування й управління (NC3O) створена в 1996 році. ЇЇ головною метою є узгодження, безпека і взіємодія консультацій, командування і управління НАТО.
Рада НАТО з консультацій, командування й управління (Рада NC3O), створена в 1996 році, як рада директорів і основний політичний орган.
Рада NC3O збирається кожні 6 місяців для огляду роботи двох агентств: Агентство консультацій, командування й управління (NC3A) і Агентства з питань обслуговування систем інформації та зв'язку НАТО (NCSA), раніше відомого як NACOSA. Рада NC3O допомагає в роботі співробітників в рамках NHQC3S і підкомітетів.
Існує дві головні частини в структурі підтримки NC3O: з однієї сторони підкомітети а з іншої установи і допоміжні органи.
Комітети поділяються залежно від їх ролі, переходячи від більш орієнтованих на політику (як SC/1) до більш технічно орієнтованих (як SC/7).
Кожен підкомітет ділиться на робочі групи (РГ) або спеціальні робочі групи (СРГ) і кожна робоча група ділиться на підгрупи. При необхідності підкомітет може створити підгрупу для своїх потреб.

## Структура
- Рада NC3O
  - Агентства і допоміжні органи
    - NC3REPS (Національні представники в NC3O)
    - NC3A (Агентство консультацій, командування й управління)
    - Агентство з питань обслуговування систем інформації та зв'язку НАТО (NCSA)
    - Персонал НАТО з консультацій, командування й управління
    - НАТО Служба по зв'язкам з громадськістю Орган управління
      - НАТО Служба по зв'язкам з громадськістю Консультативний осередок

  - Підкомітети
    - SC/1 — C3 CC SC (Підкомітет з узгодження консультацій, командування й управління)
      - WG/1 Політика консультацій, командування й управління
      - WG/2 Можливості консультацій, командування й управління
      - WG/3 Сумісніть консультацій, командування й управління
      - WG/4 NOSWG (Робоча група НАТО з відкритих систем)
      - AHWG/1 Морські консультацій, командування й управління

    - SC/3 — FMSC (Підкомітет з частот управління)
      - WG/1 Політика
      - WG/2 Військіові частоти
      - WG/3 Технічті частоти

    - SC/4 — IA SC (Підкомітет з забезпечення інформації)
      - AHWG/1 Прехресні питання
      - AHWG/2 Технічні послуги
      - AHWG/3 Управління безпекою інфраструктури
      - AHWG/4 Криптографічна служба
      - AHWG/5 Резерв

    - SC/5 — IS SC (Підкомітет інформаційних послуг)
      - WG/1 З'єднання даних
      - WG/2 Формат текстових повідомлень
      - WG/3 DMSWG (Робоча група з управління даними)
      - WG/4 XMLSWG (Робоча група з управління XML)
      - WG/5 CESWG (Робоча група з управління ядром підприємства)

    - SC/6 — CNS SC (Підкомітет зв'язку і мережевих послуг)
      - WG/1 Мережі
      - WG/2 SATCOM
      - AHWG/1 BLOS Comms
      - AHWG/2 V/UHF Radio
      - AHWG/3 Захист мультимедіа конференцій

    - SC/7 — IDENT SC (Підкомітет ідентифікації)
      - AHWG/4 Ідентифікація режиму НАТО і режиму S
      - AHWG/5 Ідентифікація поверхні і повітря

    - SC/8 — NAV SC (Підкомітет навігації)
      - AHWG NAVWAR
      - AHWG Сертифікації точності позиціонування